# Arcidiocesi di Nanning

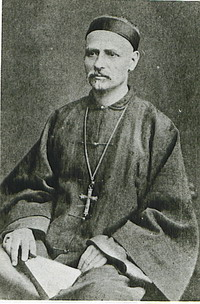
Pierre-Noël-Joseph Foucard, vicario apostolico dal 1878 al 1889.

L'arcidiocesi di Nanning (in latino: Archidioecesis Nannimensis) è una sede metropolitana della Chiesa cattolica in Cina. Nel 1950 contava 7.584 battezzati su 6.000.000 di abitanti. La sede è vacante.

## Territorio
L'arcidiocesi si trova nella Cina meridionale, nella regione autonoma del Guangxi.
Sede arcivescovile è la città di Nanning, capoluogo della regione, dove si trova la cattedrale di Nostra Signora di Cina.

## Storia
La prefettura apostolica del Guangxi (Kuamsi) fu eretta il 6 agosto 1875 con il breve Simul ac di papa Pio IX, ricavandone il territorio dal vicariato apostolico di Guangdong-Guangxi (oggi arcidiocesi di Guangzhou).
Il 6 giugno 1914 la prefettura apostolica fu elevata al rango di vicariato apostolico con il breve Nihil praestabilius di papa Pio X.
Il 16 febbraio 1922 il vicariato apostolico ha ceduto una porzione di territorio a vantaggio dell'erezione della prefettura apostolica di Nanlong (oggi diocesi di Anlong).
Il 3 dicembre 1924 mutò il proprio nome in vicariato apostolico di Nanning in forza del decreto Vicarii et Praefecti della Congregazione di Propaganda Fide.
Il 30 giugno 1930 cedette un'altra porzione di territorio a vantaggio dell'erezione della missione sui iuris di Wuzhou (oggi diocesi); alla stessa missione cedette il 10 gennaio 1933 altre sedici sottoprefetture civili.
L'11 aprile 1946 il vicariato apostolico è stato elevato ad arcidiocesi metropolitana con la bolla Quotidie Nos di papa Pio XII.
Nel 1984 fu ordinato clandestinamente vescovo Giuseppe Meng Ziwen, che le autorità governative hanno però sempre considerato come semplice sacerdote, non riconoscendo la sua autorità episcopale. Questi è deceduto il 7 gennaio 2007, alla veneranda età di 103 anni. Nel 2003 era stato ordinato vescovo coadiutore il sacerdote Giovanni Battista Tan Yanchuan, che gli è succeduto sulla sede di Nanning.
Dal dicembre 2002 la Conferenza episcopale cinese "ufficiale" ha unificato le quattro circoscrizioni ecclesiastiche del Guanxi, creando un'unica diocesi che prende il nome dalla regione. Per le autorità cinesi monsignor Tan Yanchuan è vescovo ufficiale di Guanxi dal 2003, mentre per la Santa Sede è arcivescovo solo di Nanning dal 2007.

## Cronotassi dei vescovi
Si omettono i periodi di sede vacante non superiori ai 2 anni o non storicamente accertati.
- Louis Jolly, M.E.P. † (6 agosto 1875 - novembre 1877 dimesso)
- Pierre-Noël-Joseph Foucard, M.E.P. † (13 agosto 1878 - 31 marzo 1889 deceduto)
- Jean-Benoît Chouzy, M.E.P. † (21 agosto 1891 - 22 settembre 1899 deceduto)
- Joseph-Marie Lavest, M.E.P. † (26 aprile 1900 - 23 agosto 1910 deceduto)
- Maurice-François Ducoeur, M.E.P. † (22 dicembre 1910 - 10 giugno 1929 deceduto)
- Paulin-Joseph-Justin Albouy, M.E.P. † (30 giugno 1930 - 7 febbraio 1954 deceduto)
  - Sede vacante
  - Joseph Meng Zi-wen † (24 febbraio 1984 consacrato - 7 gennaio 2007 deceduto)
  - Joseph Tan Yan-quan, succeduto il 7 gennaio 2007

## Statistiche
L'arcidiocesi nel 1950 su una popolazione di 6.000.000 di persone contava 7.584 battezzati, corrispondenti allo 0,1% del totale.
| anno | popolazione | popolazione | popolazione | presbiteri | presbiteri | presbiteri | presbiteri                | diaconi | religiosi | religiosi | parrocchie |
| anno | battezzati  | totale      | %           | numero     | secolari   | regolari   | battezzati per presbitero | diaconi | uomini    | donne     | parrocchie |
| ---- | ----------- | ----------- | ----------- | ---------- | ---------- | ---------- | ------------------------- | ------- | --------- | --------- | ---------- |
| 1950 | 7.584       | 6.000.000   | 0,1         | 26         | 26         |            | 291                       |         | 24        |           |            |